# Miguel Arraes
Miguel Arraes   (Araripe, 15 de desembre de 1916 - Recife, 13 d'agost de 2005) va ser un polític socialista brasiler; alcalde de Recife, diputat federal i governador de Pernambuco en tres etapes.

## Biografia
Va néixer a Araripe, Ceará. Quan tenia 17 anys va matricular-se a Dret a la Universitat del Brasil (actual Universitat Federal de Rio de Janeiro), enllestint els seus estudis a Recife. El 1947 va esdevenir secretari d'Hisenda a Pernambuco, gràcies al seu company Alexandre Barbosa Lima Sobrinho. Entre 1951 i 1959 va obtenir l'escó de diputat a l'Assemblea de Pernambuco.

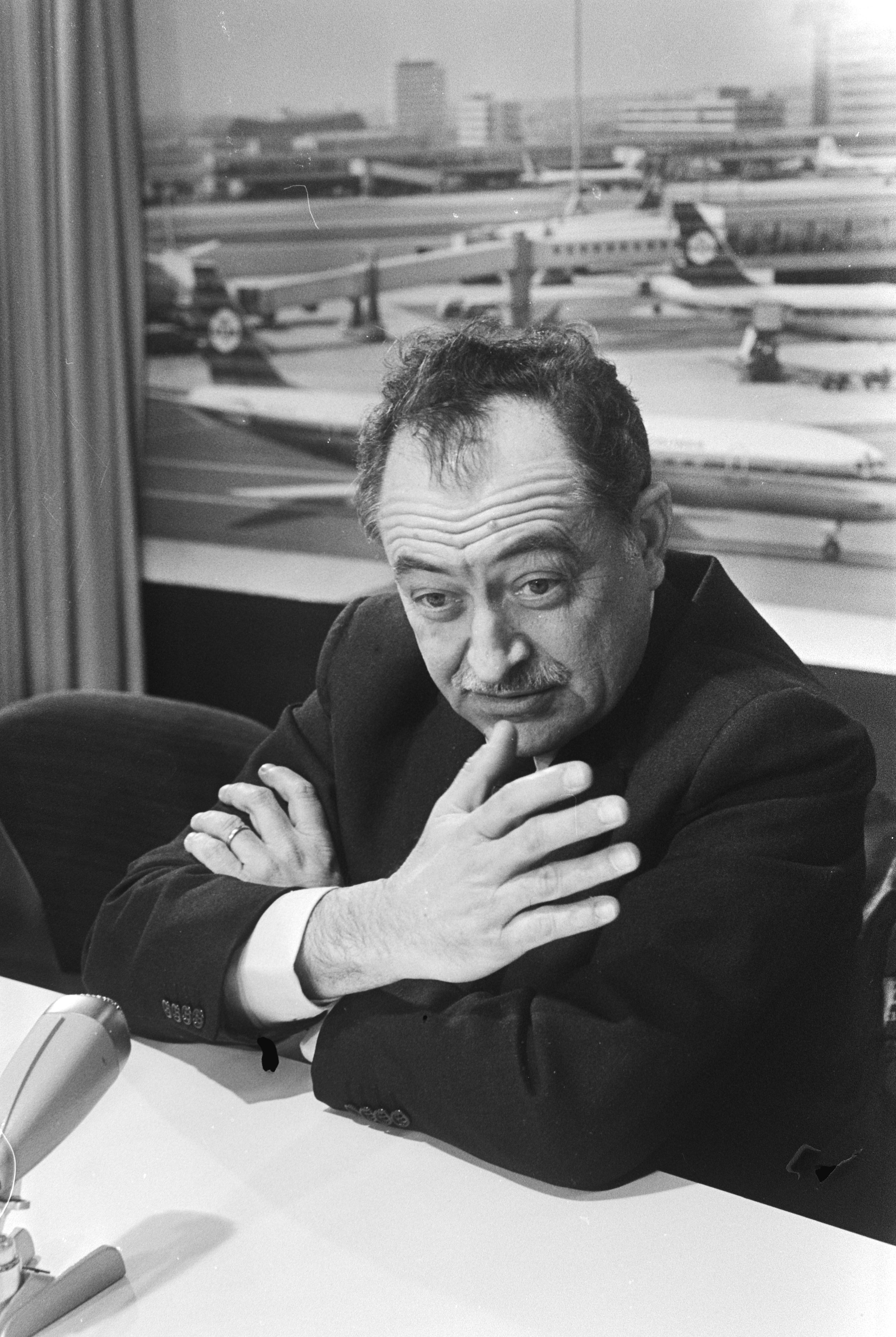
1971

El 1962 va ser elegit governador de Pernambuco en obtenir el 47,98% dels vots totals pel Partido Social Trabalhista (PST), amb el suport del Partit Comunista del Brasil (que havia sigut il·legalitzat) i sectors del Partit Socialdemòcrata (PSD). El seu adversari va ser João Cleofas, de la Unió Nacional Democràtica (UDN), que representava els interessos de l'oligarquia rural. El govern d'Arraes va ser titllat de procomunista, ja que va decretar un salari mínim pels treballadors i defensava la creació de sindicats i les Lligues pageses.
Durant el cop d'estat militar, l'exèrcit va envoltar el palau del governador l'1 d'abril de 1964 i exigiren la dimissió d'Arraes. Es va negar i va ser empresonat. Va romandre a presons de Fernando de Noronha i a Rio de Janeiro, fins que va rebre l'habeas corpus i va exiliar-se a Algèria. L'any 1979 a causa d'una amnistia política, Miguel Arraes va tornar al Brasil. El 1982 va ser elegit diputat federal pel Partit del Moviment Democràtic Brasiler (PMDB) i el 1986 va tornar a vèncer les eleccions a governador de Pernambuco.
El 1990 va tornar a entrar al PSB i el 1994 va ser elegit governador per tercera vegada, amb 78 anys. Arraes va esdevenir un fort antagonista de la política de Fernando Henrique Cardoso. Durant el seu darrer govern estatal hi va haver una crisi a la policia de Pernambuco i a les finances de l'estat, que van frenar les seves aspiracions de revalidar el càrrec en les eleccions de 1998, vençudes per Jarbas Vasconcelos. El 2002 es va presentar com a diputat federal i va guanyar les eleccions. El juny de 2005 va ser ingressat, finant dos mesos després.

## Homenatges
Va rebre les condecoracions de l'Orde de l'Infant Dom Henrique (Portugal, 1987) i l'Orde del Mèrit Militar (Brasil, 1995).
Per la seva defensa dels valors nacionals, el seu nom va ser inscrit l'any 2018 en el Llibre d'Acer dels herois nacionals, dipositat al Panteó de la Pàtria i de la Llibertat Tancredo Neves de Brasília. Arraes era familiar llunyà de na Bárbara de Alencar, que també forma part del Llibre per la seva activitat revolucionària en el primer quart del segle xix.